# Seita Nonaka
Seita Nonaka (Japans: 野中 誠太, Nonaka Seita, Saitama, 25 oktober 2000) is een Japans autocoureur. In 2021 won hij de titel in het Japans Formule 4-kampioenschap.

## Carrière

### Formule 4
Nonaka maakte zijn debuut in het formuleracing in 2019 in het Japans Formule 4-kampioenschap voor het team TOM'S Spirit. In zijn eerste raceweekend op het Okayama International Circuit stond hij direct in beide races op het podium, maar hierna behaalde hij in de rest van het jaar geen top 3-finishes meer. Met 89 punten werd hij achtste in de eindstand.
In 2020 bleef Nonaka actief in de Japanse Formule 4, waarin hij overstapte naar het team TGR-DC Racing School. Hij eindigde in totaal vijf keer op het podium: driemaal op de Fuji Speedway en een keer op zowel de Suzuka International Racing Course als de Twin Ring Motegi. Met 123 punten werd hij achter Hibiki Taira en Reiji Hiraki derde in het klassement.
In 2021 reed Nonaka een derde seizoen in de Japanse Formule 4, opnieuw bij TGR-DC. Hij won zes races - drie op zowel Fuji als Motegi - en stond daarnaast nog twee keer op het podium. Met 217 punten werd hij in de laatste race van het seizoen op Fuji tot kampioen gekroond nadat hij Rin Arakawa in de eindstand inhaalde.

### Super Formula Lights
In 2021 kwam Nonaka naast zijn verplichtingen in de Japanse Formule 4 ook uit in de Super Formula Lights voor het team TOM'S. Hij verving hier Kazuto Kotaka, die in de Super Formula voor KCMG moest invallen voor Kamui Kobayashi, die vanwege reisbeperkingen rondom de coronapandemie niet naar Japan af kon reizen. Nonaka behaalde drie podiumplaatsen op Fuji, Suzuka en Motegi, voordat hij in het laatste raceweekend weer werd vervangen door Kotaka. Met 24 punten werd hij zevende in het kampioenschap.
In 2022 reed Nonaka een volledig seizoen in de Super Formula Lights voor TOM'S. Hij won de eerste race op Fuji en stond in de rest van het seizoen nog acht keer op het podium. Met 63 punten werd hij achter Kotaka, Kakunoshin Ohta en Iori Kimura vierde in het eindklassement.
In 2023 bleef Nonaka actief in de Super Formula Lights bij TOM'S. Hij behaalde drie podiumplaatsen op Suzuka en voegde hier op Okayama nog een podiumfinish aan toe. Met 36 punten zakte hij naar de zevende plaats in de eindstand.
In 2024 won Nonaka vijf races in de Super Formula Lights: twee op Autopolis en Suzuka en een op het Sportsland SUGO. Daarnaast behaalde hij nog twee podiumplaatsen. Met 77 punten werd hij achter Syun Koide en Rikuto Kobayashi derde in het kampioenschap.

### Super Taikyu
In 2021 debuteerde Nonaka in de ST-2-klasse van de Super Taikyu Series voor het team Kobe Toyopet Motor Sports als teamgenoot van Hibiki Taira en Miki Onaga. Hij won races op Motegi, Autopolis, SUGO en Okayama. Met 100 punten werd hij derde in de eindstand.
In 2022 stapte Nonaka in de Super Taikyu over naar het team CSIRacing in de ST-Z-klasse, waar hij de auto met Manabu Yamazaki en Sho Tsuboi deelde. Hij won een race op SUGO en stond hiernaast nog drie keer op het podium. Met 107 punten werd hij ook hier derde in de eindstand.
In 2023 reed Nonaka in de Super Taikyu enkel in de 24 uur van Fuji bij het team Saitama Toyopet GreenBrave, die hij won. In 2024 reed hij in zes van de zeven races naast Manabu Yamazaki, Hiroki Yoshida en Naoki Hattori. Hij won twee races op SUGO en Autopolis, waardoor zijn team kampioen werd in de ST-Z-klasse. In 2025 blijft hij actief in deze klasse.

### Super GT
In 2022 maakte Nonaka zijn debuut in de Super GT, waarin hij naast Takamitsu Matsui voor het team Hoppy Team Tsuchiya in de GT300-klasse reed. Hij behaalde enkel een kampioenschapspunt met een tiende plaats op SUGO en eindigde zo op plaats 34 in het klassement.
In 2023 bleef Nonaka actief in de GT300-klasse van de Super GT bij Tsuchiya, maar kreeg hij met Togo Suganami een nieuwe teamgenoot. Na vier races verliet het team het kampioenschap. In de race op Autopolis reed hij voor Saitama Toyopet GreenBrave samen met Hiroki Yoshida en Kohta Kawaai en behaalde hij de zege, alhoewel hij als derde coureur in deze race niet voor punten in aanmerking kwam. Met een tiende plaats op Fuji als beste resultaat eindigde hij met één punt op plaats 25 in het kampioenschap.
In 2024 reed Nonaka een volledig seizoen in de GT300-klasse voor Green Brave als teamgenoot van Yoshida. Hij stond op Fuji op het podium en werd met 29 punten negende in de eindstand. In 2025 blijft hij actief in dit kampioenschap.

### GT World Challenge
In 2023 reed Nonaka in drie races van de GT World Challenge Asia voor het team Toyota Gazoo Racing Indonesia als teamgenoot van Haridarma Manoppo. Hij behaalde vijf zeges: twee op zowel het Chang International Circuit als het Sepang International Circuit en een op Okayama. Met 143 punten werd hij tweede in de GT4 Silver-Am-klasse.

### SRO Japan Cup
In 2024 nam Nonaka deel aan de SRO Japan Cup voor Toyota Gazoo Racing Indonesia, waar hij de auto met Manoppo deelde. Hij won een race op SUGO en stond nog vier keer op het podium. Met 103 punten werd hij zesde in de GT4 Silver-Am-klasse. In 2025 blijft hij hier rijden.

### Super Formula
In 2025 maakt Nonaka zijn debuut in de Super Formula, waar hij bij het Itochu Enex Wecars Team Impul de geblesseerde Oliver Rasmussen verving in het eerste raceweekend op Suzuka. In het tweede weekend op Motegi valt hij bij het Kids com Team KCMG in voor Kamui Kobayashi, die verplichtingen in het FIA World Endurance Championship heeft.